# Punta de Tarifa
Punta de Tarifa (chiamata anche Isla de las Palomas) è il promontorio all'estremità meridionale dell'Europa continentale, oltre che della Spagna, sullo stretto di Gibilterra. Il punto effettivamente più meridionale dell'Europa, contando anche le isole, è il promontorio meridionale dell'isola greca di Gavdos, in italiano "Gozzo", situata a sud di Creta.
Comprende l'Isla de Tarifa (o Isla de las Palomas), ed è appartenente alla città di Tarifa, in provincia di Cadice, questo punto estremo fa da spartiacque tra l'oceano Atlantico e il mar Mediterraneo. Fino al 1808 l'isola è stata separata da Tarifa; la strada fu costruita da Antonio González Salmon, che era responsabile del porto della cittadina. L'antico forte, poi caserma della Guardia Civil è stato dismesso nel 2003 quando l'area dello stretto è divenuta riserva naturale.
Dal promontorio è possibile vedere in lontananza le coste del Marocco, che si trovano a 14 km.

## Galleria d'immagini

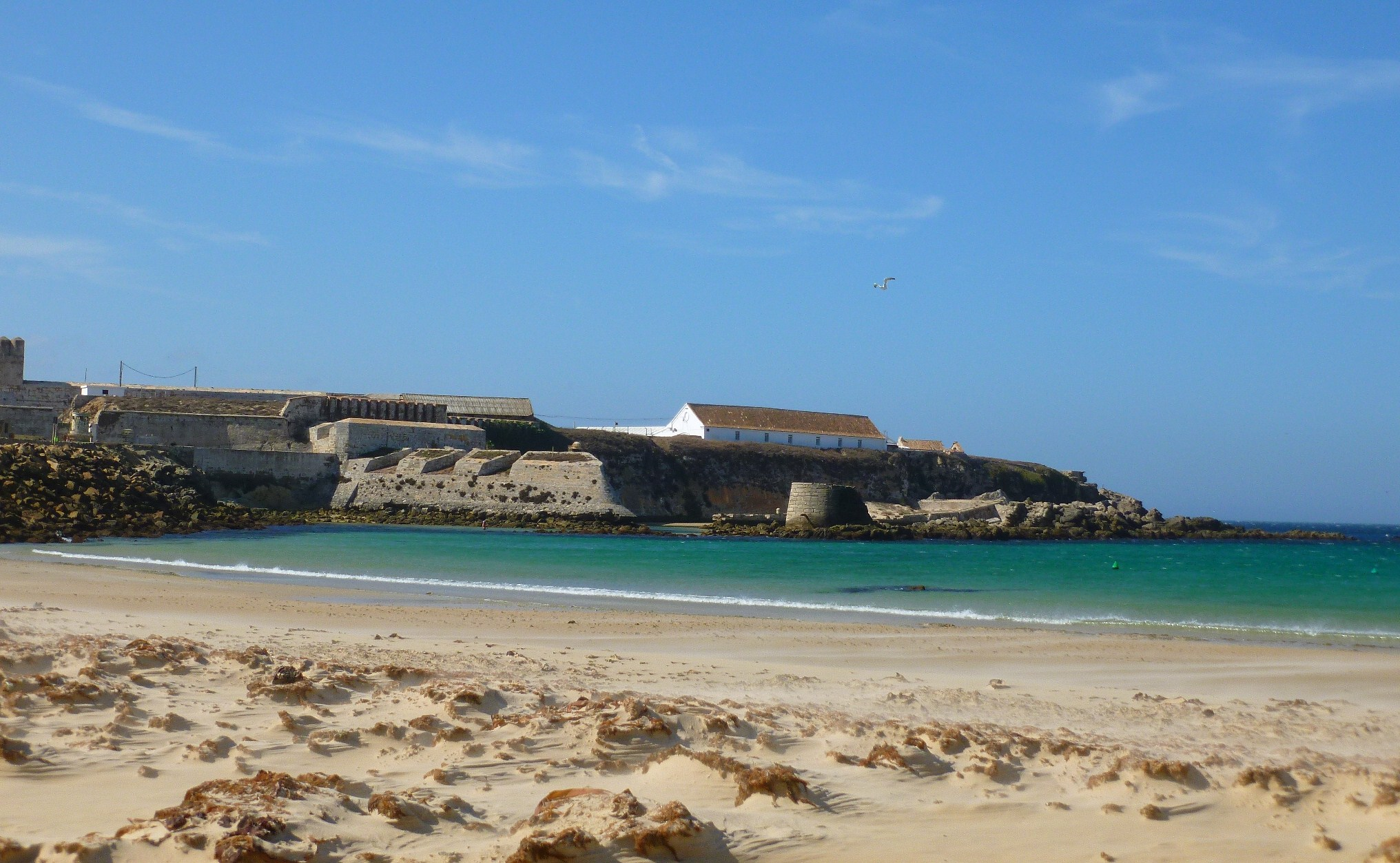
Il promontorio con la fortezza visto dalla spiaggia di Tarifa
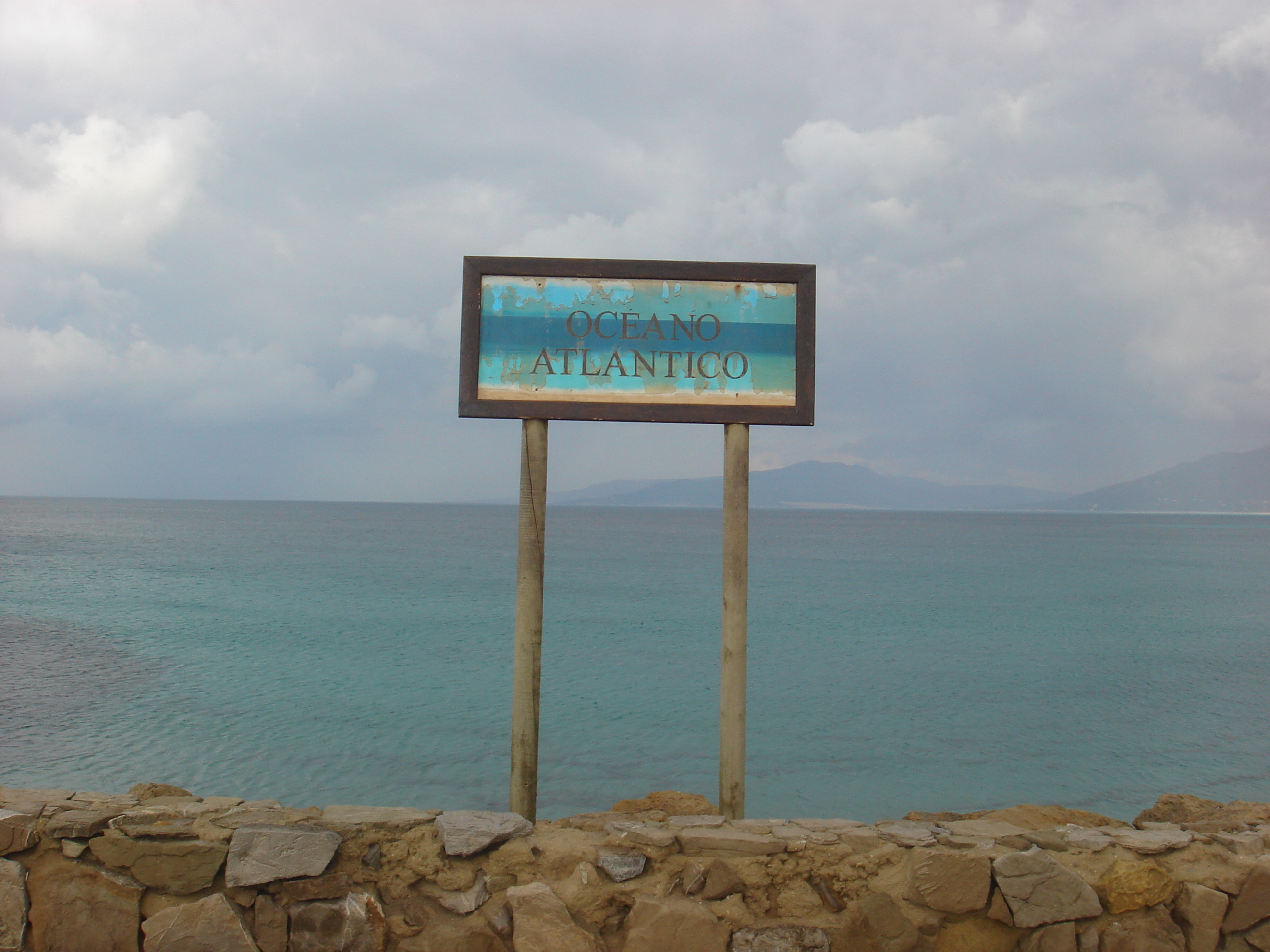
L'oceano Atlantico visto da Punta de Tarifa, sullo sfondo il Marocco
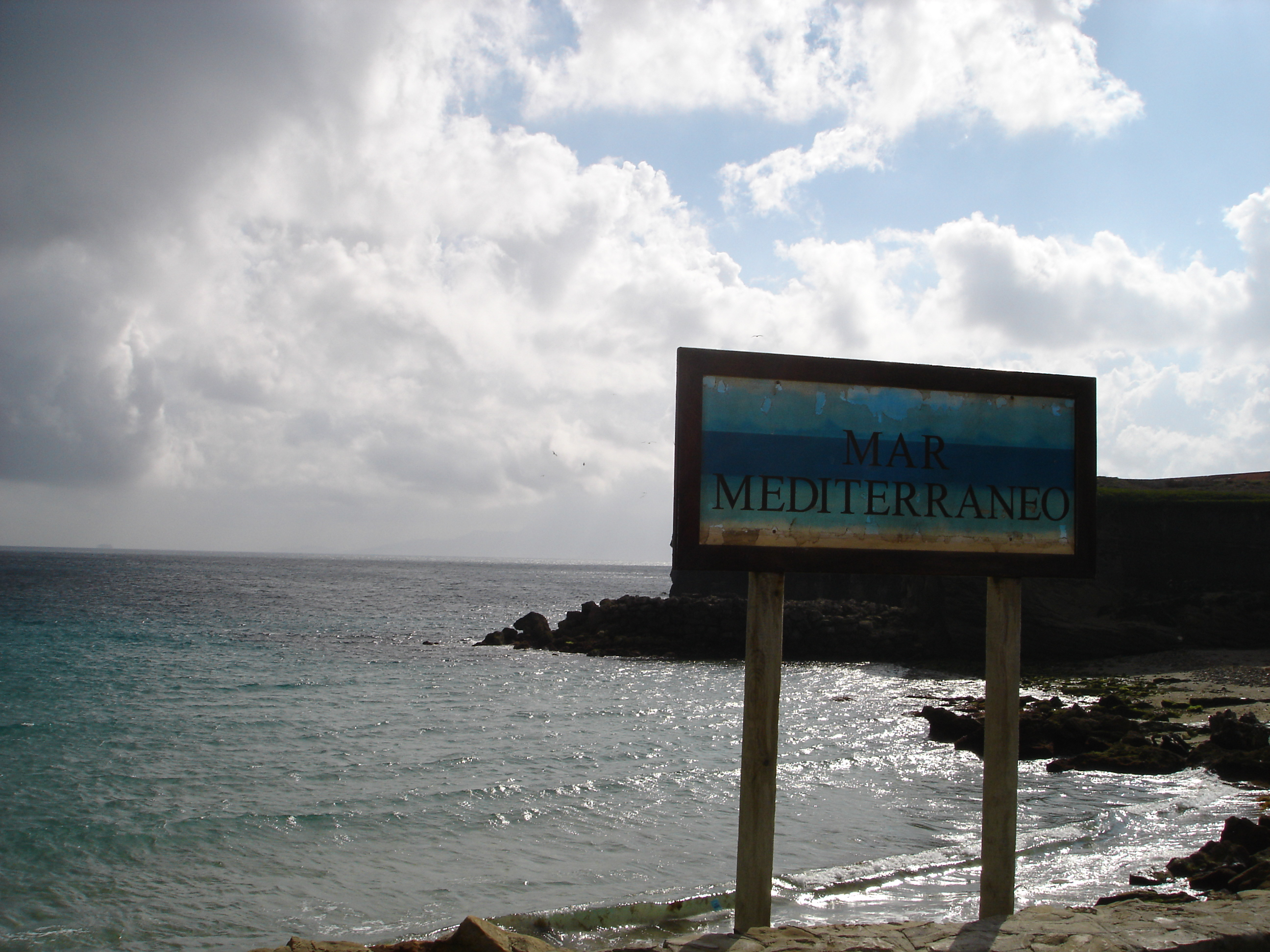
Il mar Mediterraneo visto da Punta de Tarifa
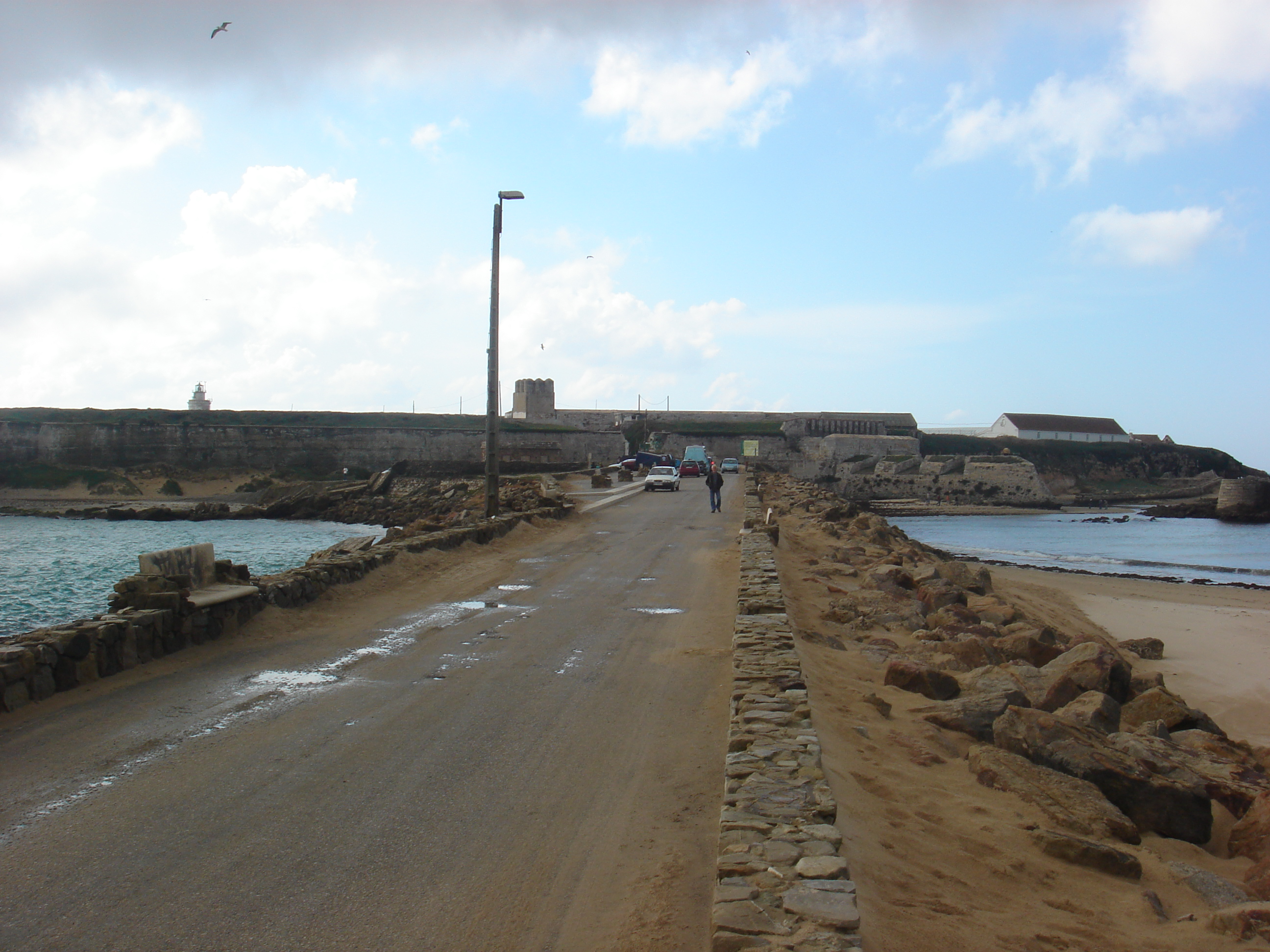
La strada che collega Punta de Tarifa alla terraferma, vista in direzione sud (a sinistra vi è il mar Mediterraneo e a destra l'oceano Atlantico)